# Propilfosfina
Propilfosfina refere-se a um conjunto de compostos orgânicos isômeros de fórmula C3H9P. Como fosfinas, são os análogos do fósforo das aminas alifáticas, no caso, derivadas do alcano propano.
1. A 1-propilfosfina é o análogo da 1-propilamina, de estrutura linear, possuindo fórmula CH3CH2CH2PH2.
2. A 2-propilfosfina ou isopropilfosfina é o análogo da 2-propilamina, de fórmula CH3CH(PH2)CH3.
3. A metil-etilfosfina é o análogo da metil-etilamina, de fórmula CH3CH2PHCH3.
4. A trimetilfosfina é o análogo da trimetilamina, de fórmula (CH3)3P.